# Komorna (Wełecz)
Komorna – część wsi Wełecz w Polsce, położona w województwie świętokrzyskim, w powiecie buskim, w gminie Busko-Zdrój.
W latach 1975–1998 Komorna administracyjnie należała do województwa kieleckiego.